# Рудка (гміна Холм)
Рудка (пол. Rudka) — село в Польщі, у гміні Холм Холмського повіту Люблінського воєводства.
Населення — 424 особи (2011).
У 1975-1998 роках село належало до Холмського воєводства.

## Демографія
Демографічна структура станом на 31 березня 2011 року:
|          | Загалом | Допрацездатний вік | Працездатний вік | Постпрацездатний вік |
| -------- | ------- | ------------------ | ---------------- | -------------------- |
| Чоловіки | 218     | 46                 | 150              | 22                   |
| Жінки    | 206     | 40                 | 121              | 45                   |
| Разом    | 424     | 86                 | 271              | 67                   |